# Filograna implexa
Espèce
Synonymes
- Filigrana implexa Berkeley, 1835[1]
- Filigrana implexa sarsii Mörch, 1863[1]
- Filograna berkeleyi Quatrefages, 1866[1]
- Filograna schleideni Schmidt, 1848[1]
- Serpula complexa Turton, 1819[1]
- Serpula corallifica Pallas, 1766[1]
- Serpula filiformis Templeton, 1836[1]
- Serpula filograna Linnaeus, 1767[1]
- Tubipora filogranum (Linnaeus, 1767)[1]
- Tubipora ramosa Gmelin in Linnaeus, 1788[1]

Filograna implexa est une espèce de vers tubicoles, marins, polychètes de la famille des Serpulidae.

## Habitat et répartition
Cette espèce est présente dans les eaux de la mer Méditerranée, de la Manche, de la mer du Nord, dans le golfe du Mexique et au large du Mozambique, de l'Afrique du Sud et la Nouvelle-Zélande.

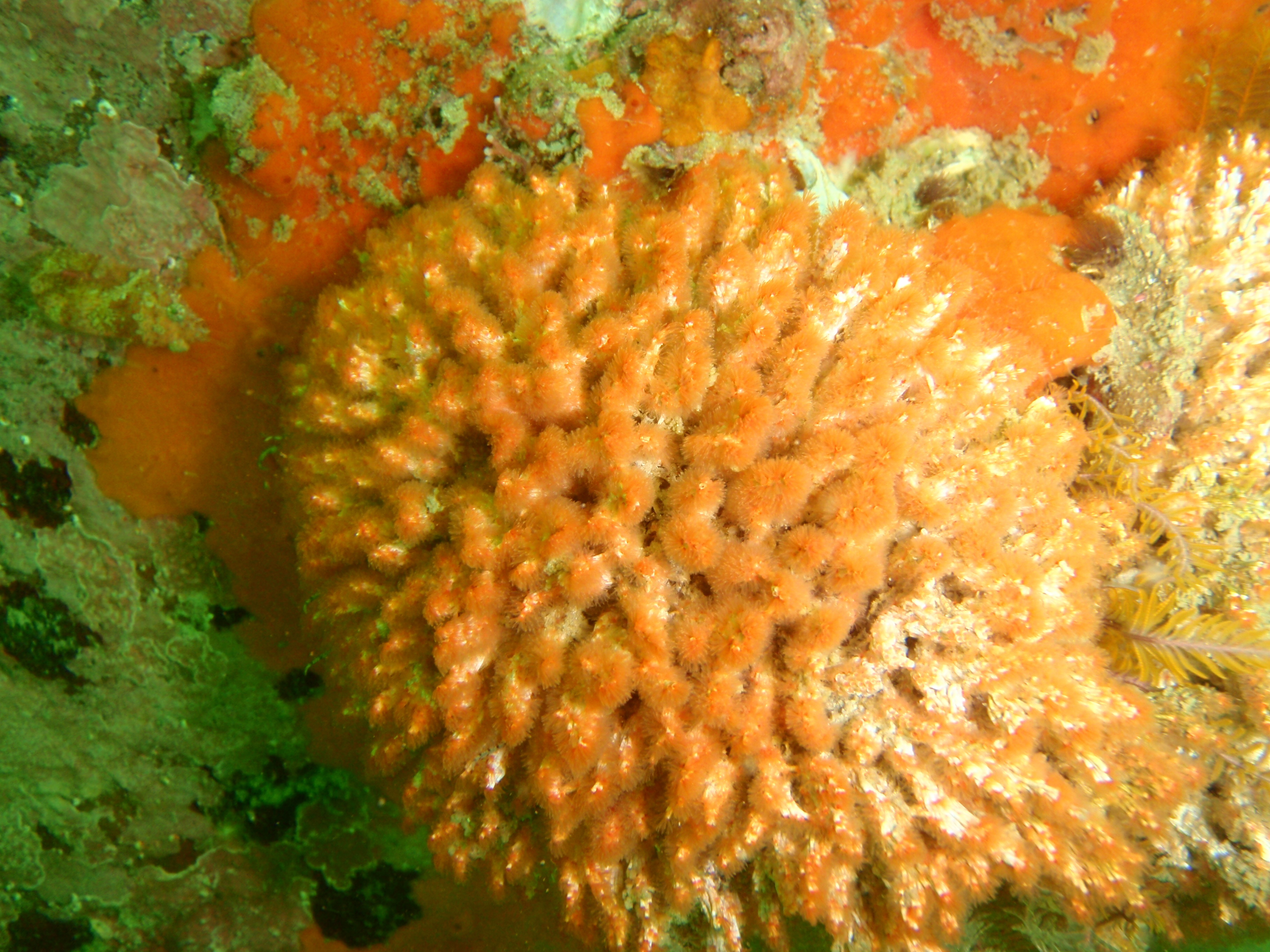
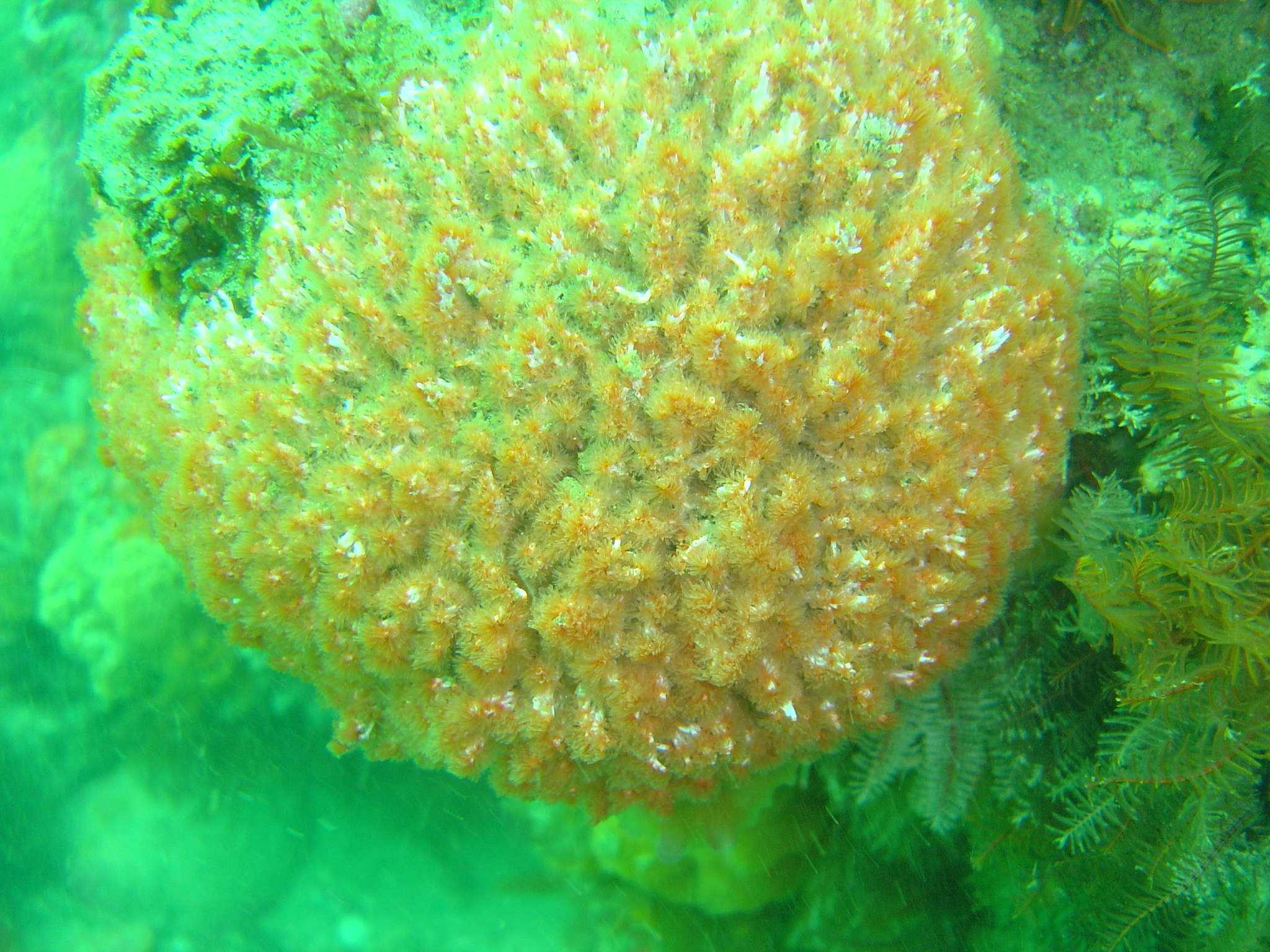
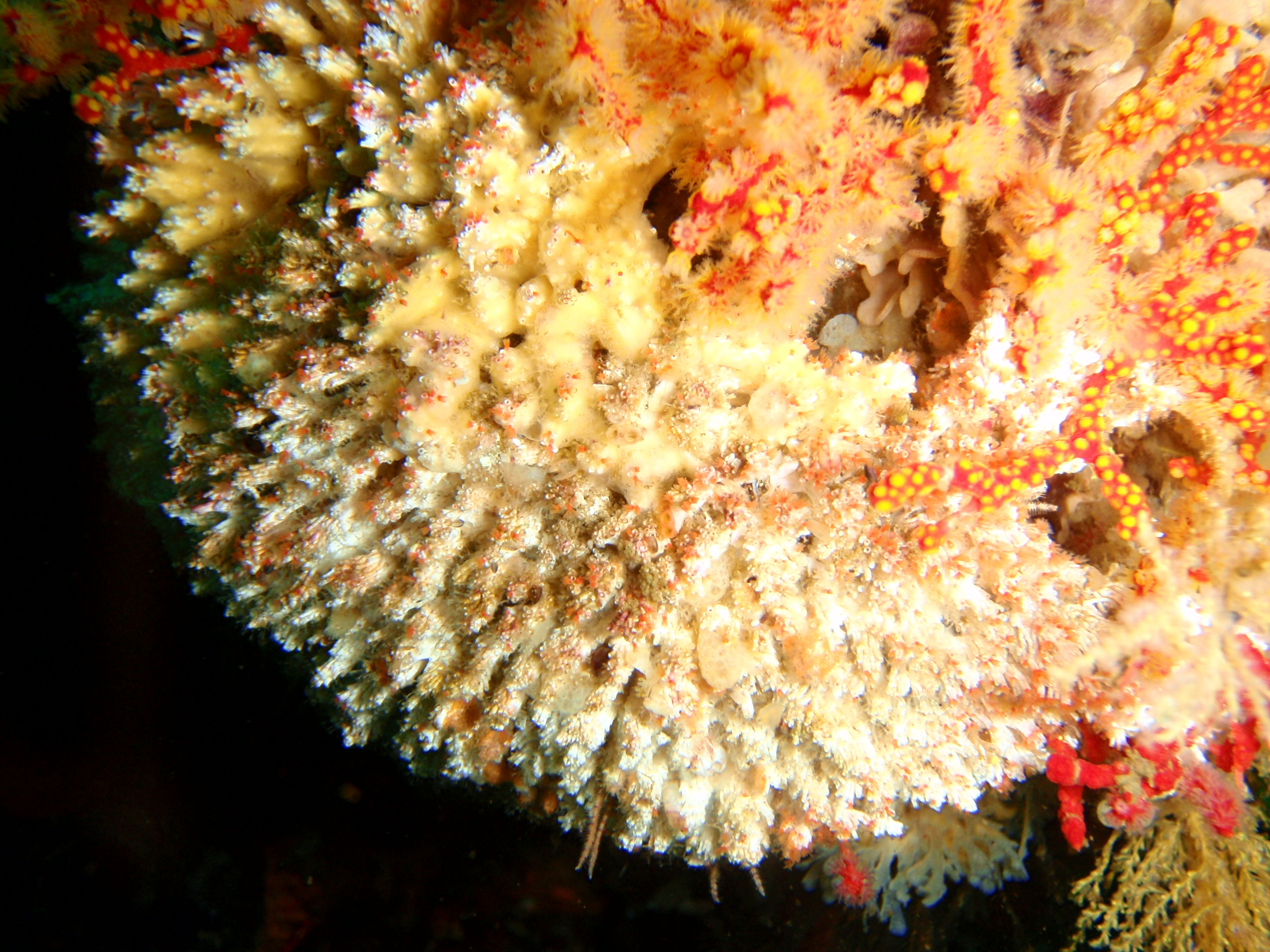

## Publication originale
- Berkeley, 1835 : Observations upon the Dentalium subulatum of Deshayes. The Zoological Journal, vol. 5, pp. 424-427 (texte intégral) (en).